# Факундо Тељо
Факундо Тељо (шп. Facundo Raúl Tello Figueroa) је аргентински фудбалски судија који је на листи међународног судије ФИФА од 2019. године. Од 2013. године суди у највишој дивизији аргентинске фудбалске лиге. Дана 19. маја 2022. ФИФА је објавила списак судија за Светско првенство у фудбалу 2022, где је изабран Тељо. У априлу 2024, Тељо је најављен као судија за УЕФА Еуро 2024.

## Судијска каријера
Тељо је дебитовао у највишој категорији аргентинског фудбала са само четири меча у другој лиги, где је судио меч Годоја Круза и Велеза Сарсфилда, четрнаестог датума Финалног турнира 2013. године.
Тељо, који припада Бахиенсе асоцијацији судија, прве кораке је направио на турнирима Аргентинског фудбалског савеза од 2011. године, када је дебитовао на тадашњем аргентинском турниру А.
Пошто је био смештен у првој лиги, Тељо је водио први летњи суперкласик 2018, победом Милионера 1–0. Исте године је позван да суди у финалу узврата који је дефинисао другу промоцију у Суперлигу 2018-2019, између Сан Мартина де Тукумана и Сармијента са победом Сан Мартина де Тукумана са 5-1.
Године 2019, Телло је ушао у списак међународних судија за ФИФА пошто га је Конмебол именовао за четвртог званичника Јужноамеричког првенства до 20 година у Чилеу заједно са својим колегама Фернандом Рапалинијем, Езекиелом Браилоскијем и Габријелом Чејдоом, први Баија колегијум који је постигао ову дистинкцију.
Био је један од судија који су судили на ФИФА арапском купу 2021. пошто је позван да суди утакмицу између Јордана и Марока. Дана 6. новембра 2022, Тељо је судио финале трофеја шампиона Аргентине између Боке Јуниорс и клуба Расинг, где је показао десет црвених картона (седам црвених картона Боки и три Расингу).

### Светско првенство 2022.
| Фаза         | Датум              | Стадион              | Екипа 1      | Екипа 2     | Резултат  | Жути картон | Red card | Пенал |
| ------------ | ------------------ | -------------------- | ------------ | ----------- | --------- | ----------- | -------- | ----- |
| Групна фаза  | 24. новембар 2022. | Ел Џануб, г.Вакра    | Швајцарска   | Камерун     | 1:0 (0:0) | 2 - 1       | 0 - 0    | 0 - 0 |
| Групна фаза  | 2. децембар 2022.  | Едукејшн сити, Рајан | Јужна Кореја | Португалија | 2:1 (1:1) | 2 - 0       | 0 - 0    | 0 - 0 |
| Четвртфинале | 10. децембар 2022. | Ел Тумама, Доха      | Мароко       | Португалија | 1:0 (1:0) | 1 - 1       | 1 - 0    | 0 - 0 |

### Европско првенство у фудбалу 2024.
| Фаза        | Датум         | Град     | Стадион           | Екипа 1 | Резултат  | Екипа 2  | Жути картон | Red card | Пенали |
| ----------- | ------------- | -------- | ----------------- | ------- | --------- | -------- | ----------- | -------- | ------ |
| Групна фаза | 18. јун 2024. | Дортмунд | Сигнал Идуна парк | Турска  | 3:1 (1:1) | Грузија  | 2 - 1       | 0 - 0    | 0 - 0  |
| Групна фаза | 23. јун 2024. | Штутгарт | МХП Арена,        | Шкотска | 0:1 (0:0) | Мађарска | 1 - 5       | 0 - 0    | 0 - 0  |